# فيولا (لاعب كرة قدم)
فيولا (بالبرتغالية: Viola‏) (بالبرتغالية:Paulo Sérgio Rosa) هو  باولو سيرجيو روزا ، ولد في 1 يناير 1969 في ساو باولو ، البرازيل، لاعب كرة قدم برازيلي سابق، شارك مع منتخب بلاده في كأس العالم 1994.

## روابط خارجية
- فيولا على موقع الاتحاد الدولي (مؤرشف)  (الإنجليزية)
- فيولا على موقع اتحاد تركيا (لاعب) (الإنجليزية)
- فيولا على موقع قاعدة بيانات كرة القدم.إي يو (الإنجليزية)
- فيولا على موقع ناشيونال فوتبول تيمز (الإنجليزية)
- فيولا على موقع Soccerway.com (الإنجليزية)